# Isayev
Isayev (tiếng Nga: Исаев) là một bộ phim trinh thám của đạo diễn Sergey Ursulyak, ra mắt lần đầu năm 2009.
Phần 1: Không cần khẩu lệnh (Пароль не нужен)
Phần 2: Kim cương dành cho chuyên chính vô sản (Бриллианты для диктатуры пролетариата)

## Nội dung
Phỏng theo các tác phẩm "Không cần khẩu lệnh", "Kim cương dành cho chuyên chính vô sản", "Sự dịu dàng" của nhà văn Yulian Semyonov, bộ phim là câu chuyện về những điệp vụ của nhân vật Isayev trong thời kỳ sau Cách mạng Tháng Mười.